# Anathallis scariosa
Anathallis scariosa är en orkidéart som först beskrevs av Juan José Martinez de Lexarza, och fick sitt nu gällande namn av Alec M. Pridgeon och Mark W. Chase. Anathallis scariosa ingår i släktet Anathallis och familjen orkidéer. Inga underarter finns listade i Catalogue of Life.